# Jaguar XJR-15
La Jaguar XJR-15 est une voiture de sport à moteur central arrière produite par la marque anglaise Jaguar entre 1990 et 1992. Cinquante exemplaires ont été construits seulement. La voiture n'a pas été officiellement exportée vers les États-Unis.

## Design
La carrosserie utilisant des éléments en fibre de carbone a été dessinée par Peter Stevens, qui sera à l'origine du dessin de la McLaren F1. Le châssis monocoque est renforcé par des éléments en fibre de carbone. La direction utilise une crémaillère, mais n'est pas assistée.
Le freinage est assuré par 4 disques ventilés. Les pneus sont des 245/40 ZR17 à l'avant, des 335/35 ZR17 à l'arrière.

## Groupe motopropulseur
La voiture est motorisée par le V12 6,0 L Jaguar. Celui-ci reçoit une injection électronique Zytek et une lubrification par carter sec. Le taux de compression est de 11.0:1, et les 24 soupapes sont actionnés par un arbre à cames en tête par banc de cylindres, cet arbre à cames étant entraîné par une chaîne. Le refroidissement se fait par eau, et les pistons forgés conçus par Cosworth reposent sur un vilebrequin en acier à 7 paliers. Le bloc est entièrement en aluminium.
Grâce à ces modifications, le moteur développe 450 ch à 6 250 tr/min, pour un couple de 569 N m à 4 500 tr/min.
La transmission est une TWR à 6 rapports non synchronisées (avec une boîte synchronisée en option). Les rapports sont les suivants :
- 1re : 3.48:1 ;
- 2e : 2.23:1 ;
- 3e : 1.59:1 ;
- 4e : 1.19:1 ;
- 5e : 0.94:1 ;
- 6e : 0.77:1 ;
- Rapport de pont : 2.91:1.

## Performances
Les performances de cette voiture lui confèrent son statut de supercar : grâce à un poids contenu de 1 050 kg, la voiture passe de 0 à 100 km/h en 3,9 s, et peut atteindre 307 km/h. Plusieurs modèles de XJR-15 ont participé à des compétitions dans les années 1990.

## Liste des modèles connus
- 1 voiture de test TWR, orange[2]
- 3 Collection Force India Owners
- 4 Voiture de course - Bonhams 2002
- 6 aux USA
- 10 Modèle homologué, vendue par Christies en 2001
- 11 Voiture de course, bleue, pilotée par Bob Wollek à Monaco, Silverstone et Spa-Francorchamps.
- 16 Modèle homologué au Royaume-Uni
- 20 Voiture de course, bleue, pilotée par Derek Warwick, vendue par Fantasy Junction USA[3]
- 22 Voiture de course, run by JD Classics in 2002/2003
- 27 Voiture de course - Christies 1999
- 37 Voiture de course - RM Auctions in 2003
- 38 Modèle homologué au Royaume-Uni, bleue
- 40 Brooks 2000, incendie moteur
- 41 Christies 2001
- 47 Voiture de course, bleue.
- 49 Modèle homologué, vendue par RM en mai 2010
- 50 Modèle homologué au Royaume-Uni, précédemment en Allemagne